# 15020 Brandonimber
15020 Brandonimber este un asteroid din centura principală de asteroizi.

## Descriere
15020 Brandonimber este un asteroid din centura principală de asteroizi. A fost descoperit pe 26 septembrie 1998 la Socorro, New Mexico, în cadrul proiectului LINEAR. Asteroidul prezintă o orbită caracterizată de o semiaxă mare de 2,41 ua, o excentricitate de 0,14 și o înclinație de 2,2° în raport cu ecliptica.